# سكين سويسري

السكين السويسري

سكين سويسري أداة متعددة الوظائف فيها بالإضافة للشفرة أدوات أخرى مثل مفك ومقص. تم تطوير هذا السكين في نهاية القرن التاسع عشر على يد الحداد روبين " Schmidt-Rubin".

## معرض صور

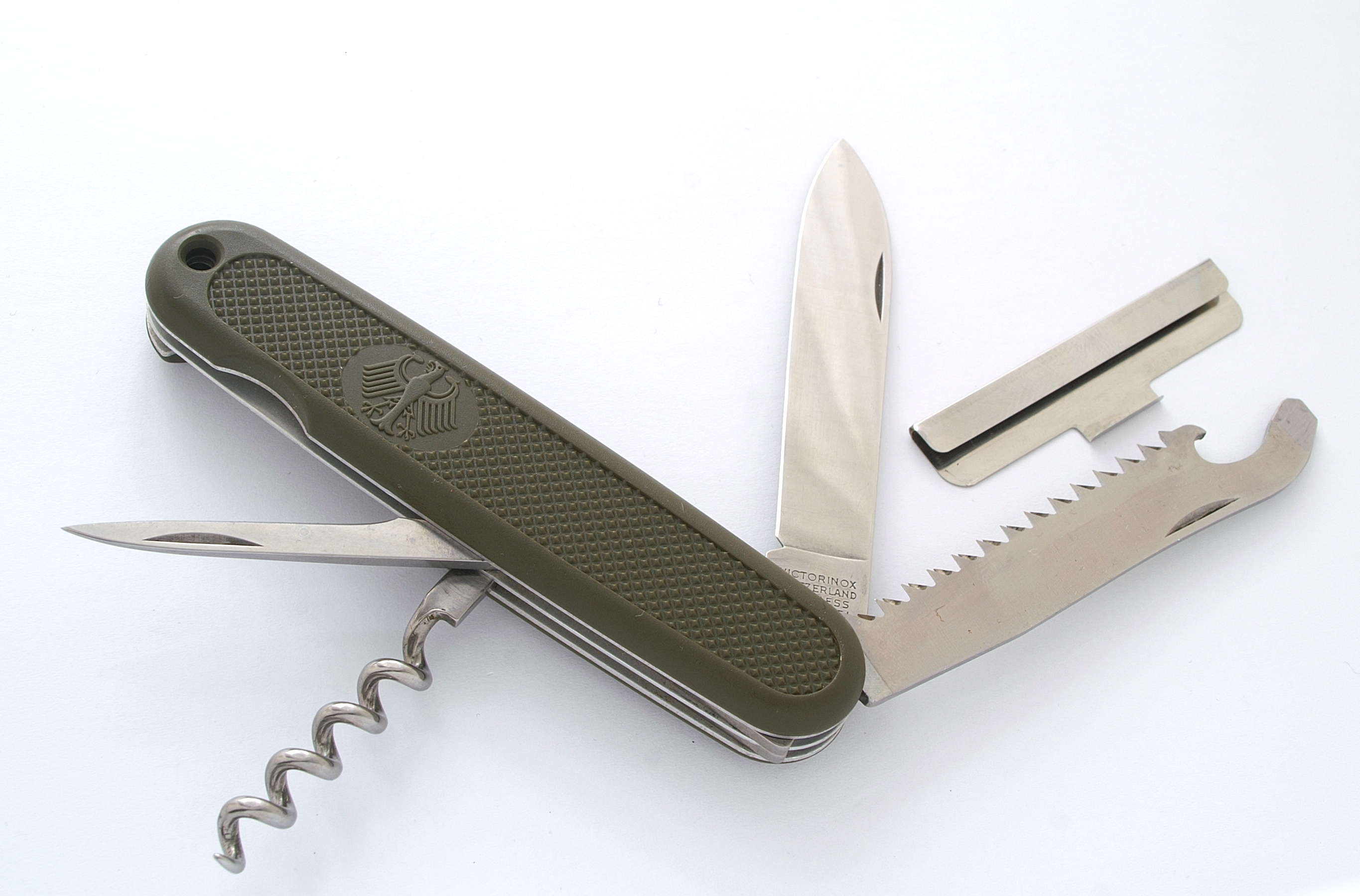
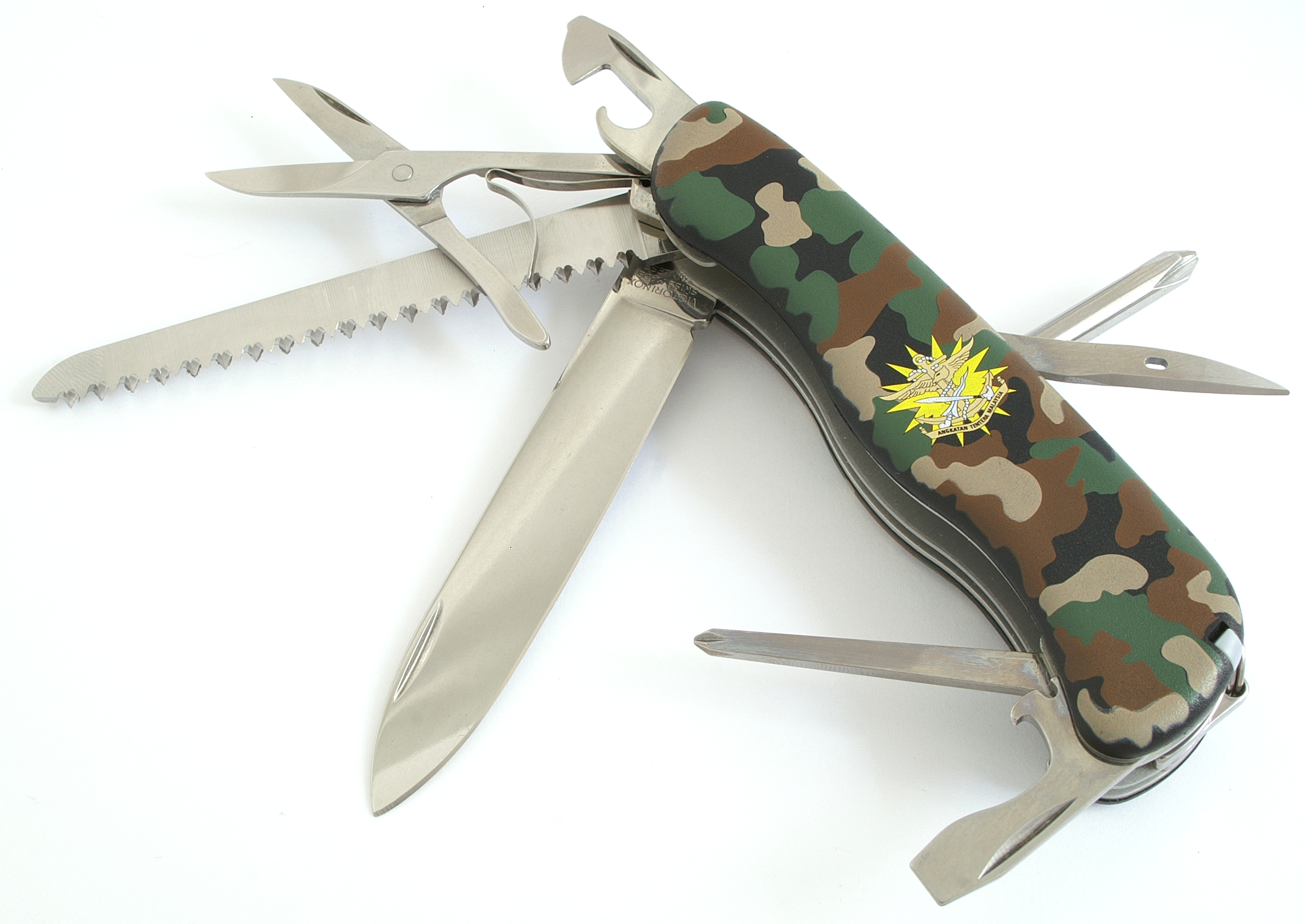
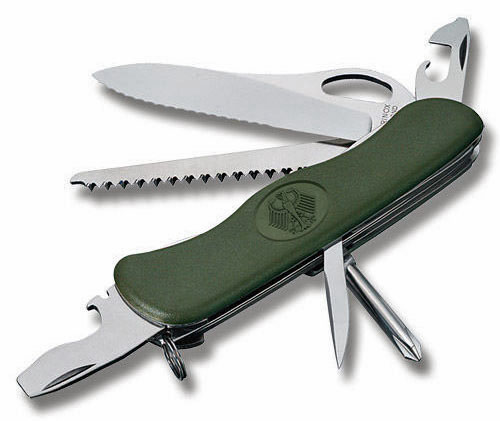